# Biser
Biser (bulgariska: Бисер) är ett distrikt i Bulgarien.   Det ligger i kommunen Obsjtina Charmanli och regionen Chaskovo, i den centrala delen av landet, 240 kilometer öster om huvudstaden Sofia.
Trakten runt Biser består till största delen av jordbruksmark. Runt Biser är det ganska glesbefolkat, med 34 invånare per kvadratkilometer.